# 內村鑑三不敬事件
內村鑑三不敬事件是指日本教师、作家、基督徒内村鉴三因拒绝向《教育敕語》行最敬礼而被旧制第一高等中学以不敬罪之名解雇的事件。该事件也被称为第一高等中学不敬事件。

## 背景

### 內村鑑三

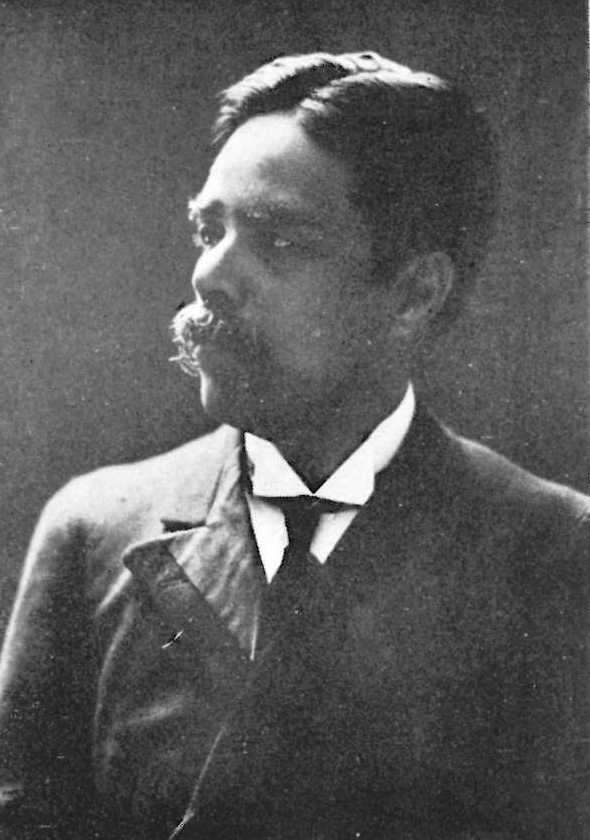
内村鉴三

內村鑑三是一位日本英语学者，曾就读于東京英語學校（今東京大學）、札幌農學校（今北海道大學）和美国安默斯特學院。受威廉·史密斯·克拉克的影响，内村于1878年即他16岁那年接受了卫理宗的洗礼，成为了一名基督徒。留美期间，由于因好友贵格会成员莫里斯先生和太太的帮助下在宾夕法尼亚州找到工作，内村也逐渐受贵格会的影响而认同和平主义。
在完成他的第二個本科學位後，內村鑑三曾進入哈特福德神學院就讀神学。但在一個學期後，他便對神學教育失望并於1888年回到日本。由于不满意教会的使命及立场，内村后来和他的日本朋友合力在札幌建立一间独立教会，这个实验性质的教会后演变至今日为人熟悉的无教会主义。內村鑑三也被后世称为“无教会主义之父”。
回国后，内村曾在東洋英和学校、明治女学校、水産传習所等学校任教，并于1890年（明治23年）成为第一高等中学的教师。

### 第一高等学校

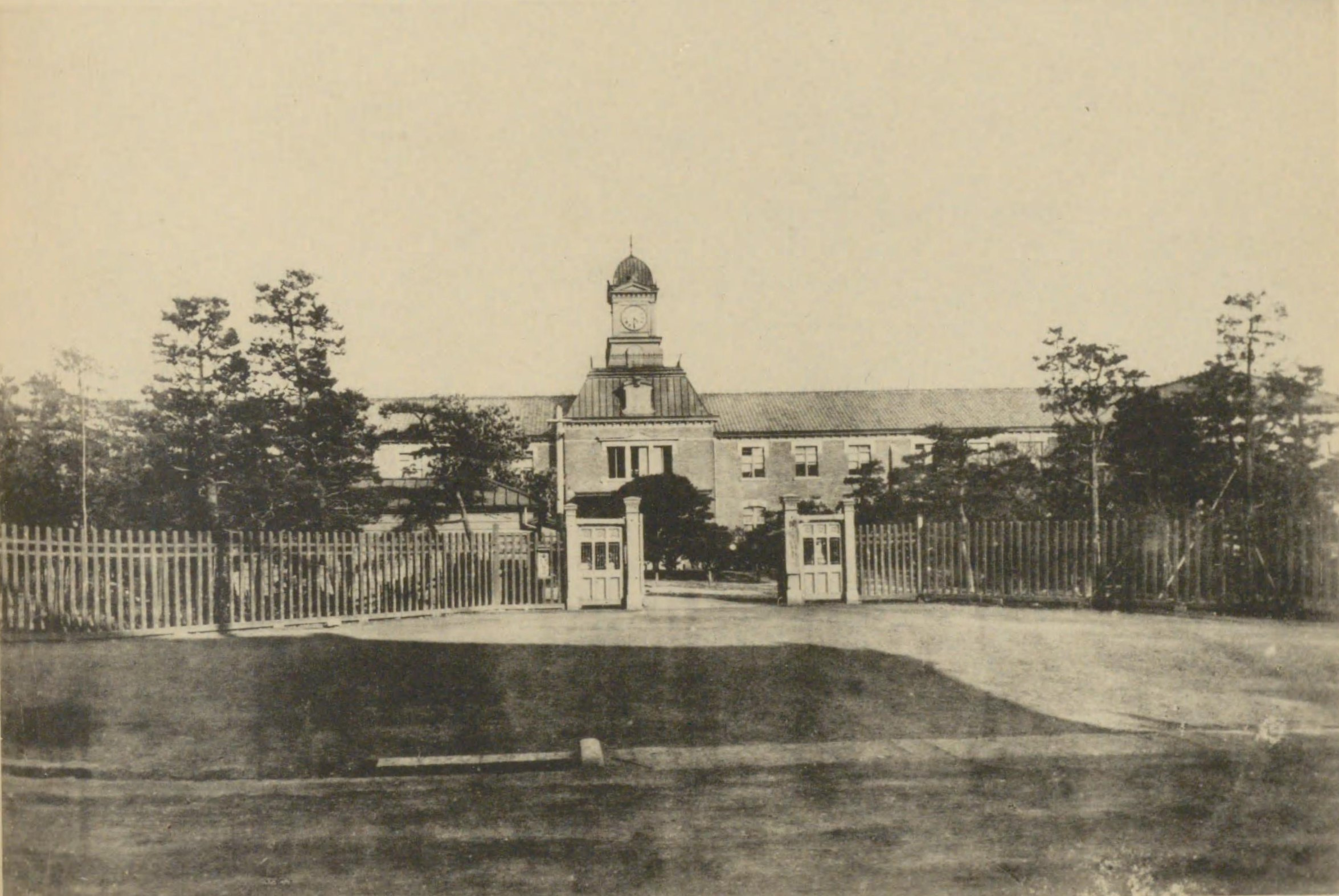
第一高等中学校本馆

舊制第一高等學校，略稱「一高」，是日本最早設立的公立舊制高等學校。一高在當時的東京大學升學率排名中位列全國第一，是全日本首屈一指的高等学校。
第一高等学校最早是在明治七年（1874年）由官立东京外国语学校英语科改名为官立东京英语学校而来，因此十分重视学生的英语教育，教师中也多有聘请有国外留学经验者。內村鑑三就是其中一位。

### 教育敕语
1890年（明治23年），第一届山县内阁于10月30日颁布了《教育敕语》。
在推出后，《教育敕语》文本一度被国家神道神化。之后若干年间，无论在本土或殖民地的日本国民学校皆须设立奉安殿，将明治天皇伉俪的照片与《教育敕语》一同供奉，并强制学生背诵。

## 事件
在1891年（明治24年）1月9日第一高等中学校礼堂举行的“教育敕语奉读式”上，内村作为时日本基督教界的重要人物，由于坚持反对偶像崇拜而并未向教育敕语行最敬礼。纵使内山并不是完全行礼而只是没有行最敬礼，但此事件依然被视为不敬事件。
内村因此遭到教师同僚甚至学生的批评，该问题甚至进一步引起了发了社会上的关注，尤其是时任东京帝国大学教授井上哲次郎也因在此次事件中发表激烈攻击内村的言论而名噪一时。
由于在这次事件中受到了来自校内以及社会各界几乎一边倒的猛烈批评，内村的身心也大遭打击，健康状况也因而恶化，并于当年二月被解除职务。

## 外界评论
事件发生之后，日本组合基督教会的金森通伦认为皇室崇拜和祖先崇拜是应该被允许的，但时任日本基督教教会的另一位领袖植村正久却不赞同。 植村认为：“在宪法、法律或者教育条例都看不到对敕语行拜礼的规定，(这种约定俗成）除了事情的大小之外就和运动会上的协议（体育精神）一样没有什么不同。”  “（学校）盲目迎合学生已经暴民等声讨内村的运动是不合理的，既是教育上的错误，也不是（将内村）解职的理由。” 然而，植树的这番言论并没有在社会上产生太大的影响。
社会评论家山本七平对此事件发表评论说：“这起事件使人很难相信日本人在宗教上是宽容的。只要你触及一点，可怕的不宽容就会显现，其标准也与西方大有不同。”

## 脚注
1. ↑  日语原文「勅語に対する拝礼などは憲法にも法律にも教育令にも見えないことで、事の大小を別とすれば運動会の申し合わせと同様のもの」
2. ↑  日语原文「このようなことが解職の理由になるのは不合理だし学生のモッブ然とした内村糾弾運動を放置し迎合するのは教育上もおかしい」
3. ↑  日语原文「日本人が宗教的に寛容だと言うのはこの事件のことを考えると信じがたく、ある一点に触れれば恐るべき不寛容を示すのであって、ただ欧米と不寛容の基準が違うに過ぎない」